# زياد الجبالي
زياد الجبالي (28 يونيو 1990 بتونس في تونس - ) هو لاعب كرة قدم تونسي في مركز حراسة المرمى في نادي الغوطة السعودي. شارك مع منتخب تونس لكرة القدم. أما مع النوادي، فقد لعب مع المستقبل الرياضي بالمرسى والنجم الرياضي الساحلي.

## روابط خارجية
- زياد الجبالي على موقع قاعدة بيانات كرة القدم.إي يو (الإنجليزية)
- زياد الجبالي على موقع Soccerway.com (الإنجليزية)